# Silvio Pellico
Silvio Pellico (ur. 25 czerwca 1789 w Saluzzo, zm. 31 stycznia 1854 w Turynie) – pisarz włoski, romantyk, więziony za przynależność do karbonariuszy, napisał głośne pamiętniki Le mie prigioni (polskie tłumaczenie: Moje więzienia, Wilno 1837), liryki patriotyczne i religijne, tragedie.